# Radio Maria

Radio Maria

Radio Maria – międzynarodowa katolicka stacja radiowa założona w Como we Włoszech w diecezji mediolańskiej w 1983 jako narzędzie ewangelizacji zgodnej z nauczaniem Kościoła katolickiego. 
Radio Maria jest stowarzyszeniem czterdziestu wielojęzycznych nadawców w Afryce, Azji, Europie, na Bliskim Wschodzie, i w Amerykach. Łącznie Radio Maria nadaje z 1500 naziemnych nadajników na całym świecie. Jest obecne 77 krajach (w tym w 31 krajach Europy, ale nie nadaje m.in. w Polsce i Czechach). Misją stacji jest liturgia, katecheza, uduchowienie, wsparcie duchowe na co dzień, informacja, muzyka i kultura. Założycielem i prezydentem Radio Maria Inc. jest Emanuele Ferrario zainspirowany słowami papieża Jana Pawła II o potrzebie nowej ewangelizacji (1987, Plac Świętego Piotra). W wyniku międzynarodowego rozgłosu jaki zyskała stacja, w 1998 została utworzona Światowa Rodzina Radio Maria (ang. The World Family of Radio Maria).
Radio Maria nie jest związane z polską rozgłośnią Radio Maryja.